# Fuorilegge (serie televisiva)
Fuorilegge (Outlaws) è una serie televisiva statunitense in 12 episodi trasmessi per la prima volta nel corso di una sola stagione dal 1986 al 1987. È una serie a sfondo fantascientifico (i protagonisti vengono proiettati dall'epoca del vecchio West agli anni ottanta del Novecento) che comincia come western e continua come poliziesca.

## Trama
Houston, Texas, 1899. Lo sceriffo Jonathan Graal sta cercando di catturare quattro fuorilegge appartenenti ad una banda di cui un tempo era stato un membro. Dopo un inseguimento si ritrovano in un cimitero dove si scatena una tempesta di fulmini che li teletrasporta 87 anni avanti nel tempo, nel 1986. Senza possibilità di tornare al loro tempo, i cinque uomini si danno in una tregua, e mettono in piedi un'agenzia di investigazione privata, la Double Eagle Detection Agency.
Nel corso della serie, i cinque uomini aiutano gli oppressi, combattono spacciatori e capi banda, il tutto con le loro armi del XIX secolo, tra cui revolver e fucili da caccia. 
L'ultimo episodio della serie è caratterizzato da una scena in flashback prelevata da un'altra serie televisiva, Alla conquista dell'Oregon, in cui gli attori Rod Taylor e Charles Napier sono protagonisti.

## Personaggi
- sceriffo Jonathan Grail (11 episodi, 1986-1987), interpretato da	Rod Taylor.
- Harland Pike (11 episodi, 1986-1987), interpretato da	William Lucking.
- Isaiah 'Ice' McAdams (11 episodi, 1986-1987), interpretato da	Richard Roundtree.
- Wolfson Lucas (11 episodi, 1986-1987), interpretato da	Charles Napier.
- William Pike (11 episodi, 1986-1987), interpretato da	Patrick Houser.
- Maggie Randall (11 episodi, 1986-1987), interpretato da	Christine Belford.
- Male (2 episodi, 1986-1987), interpretato da	John Otrin.

## Produzione
La serie fu prodotta da Universal TV.

### Registi
Tra i registi della serie sono accreditati:
- Peter Werner (1 episodio, 1986)
- Alan J. Levi (1 episodio, 1987)
- Phil Bondelli
- Don Chaffey
- Nicholas Corea
- Bernard McEveety
- Frank Orsatti

## Distribuzione
La serie fu trasmessa negli Stati Uniti dal 1986 al 1987 sulla rete televisiva CBS. 
In Italia è stata trasmessa con il titolo Fuorilegge.
Alcune delle uscite internazionali sono state:
- negli Stati Uniti il 28 dicembre 1986 (Outlaws)
- in Italia (Fuorilegge)
- in Spagna (Más allá de la ley)

## Episodi
| Stagione       | Episodi | Prima TV USA |
| -------------- | ------- | ------------ |
| Prima stagione | 12      | 1986-1987    |